# Spilosoma alberti
Spilosoma alberti är en fjärilsart som beskrevs av Rothschild 1914. Spilosoma alberti ingår i släktet Spilosoma och familjen björnspinnare. Inga underarter finns listade i Catalogue of Life.